# Selección de fútbol sala de México
La Selección de fútbol sala de México es el equipo que representa a México en competiciones internacionales de fútbol sala organizadas por la FIFA. Su mayor logro ha sido obtener un tercer lugar en el primer Campeonato de Futsal de Concacaf en 1996 al igual que clasificar al mundial de Tailandia 2012.

## Estadísticas

### Copa Mundial de Futsal FIFA
| Copa Mundial de fútbol sala de la FIFA | Copa Mundial de fútbol sala de la FIFA | Copa Mundial de fútbol sala de la FIFA | Copa Mundial de fútbol sala de la FIFA | Copa Mundial de fútbol sala de la FIFA | Copa Mundial de fútbol sala de la FIFA | Copa Mundial de fútbol sala de la FIFA | Copa Mundial de fútbol sala de la FIFA |
| Año                                    | Ronda                                  | J                                      | G                                      | E                                      | P                                      | GF                                     | GC                                     |
| -------------------------------------- | -------------------------------------- | -------------------------------------- | -------------------------------------- | -------------------------------------- | -------------------------------------- | -------------------------------------- | -------------------------------------- |
| 1989                                   | No participó                           | No participó                           | No participó                           | No participó                           | No participó                           | No participó                           | No participó                           |
| 1992                                   | No participó                           | No participó                           | No participó                           | No participó                           | No participó                           | No participó                           | No participó                           |
| 1996                                   | No clasificó                           | No clasificó                           | No clasificó                           | No clasificó                           | No clasificó                           | No clasificó                           | No clasificó                           |
| 2000                                   | No clasificó                           | No clasificó                           | No clasificó                           | No clasificó                           | No clasificó                           | No clasificó                           | No clasificó                           |
| 2004                                   | No clasificó                           | No clasificó                           | No clasificó                           | No clasificó                           | No clasificó                           | No clasificó                           | No clasificó                           |
| 2008                                   | No clasificó                           | No clasificó                           | No clasificó                           | No clasificó                           | No clasificó                           | No clasificó                           | No clasificó                           |
| 2012                                   | Fase de grupos                         | 3                                      | 0                                      | 0                                      | 3                                      | 4                                      | 13                                     |
| 2016                                   | No clasificó                           | No clasificó                           | No clasificó                           | No clasificó                           | No clasificó                           | No clasificó                           | No clasificó                           |
| 2021                                   | No clasificó                           | No clasificó                           | No clasificó                           | No clasificó                           | No clasificó                           | No clasificó                           | No clasificó                           |
| 2024                                   | No clasificó                           | No clasificó                           | No clasificó                           | No clasificó                           | No clasificó                           | No clasificó                           | No clasificó                           |
| Total                                  | 1/10                                   | 3                                      | 0                                      | 0                                      | 3                                      | 4                                      | 13                                     |

### Campeonato de Futsal de Concacaf
| Campeonato de Futsal de Concacaf | Campeonato de Futsal de Concacaf | Campeonato de Futsal de Concacaf | Campeonato de Futsal de Concacaf | Campeonato de Futsal de Concacaf | Campeonato de Futsal de Concacaf | Campeonato de Futsal de Concacaf | Campeonato de Futsal de Concacaf |
| Año                              | Ronda                            | J                                | G                                | E                                | P                                | GF                               | GC                               |
| -------------------------------- | -------------------------------- | -------------------------------- | -------------------------------- | -------------------------------- | -------------------------------- | -------------------------------- | -------------------------------- |
| 1996                             | Tercer lugar                     | 4                                | 3                                | 0                                | 1                                | 19                               | 8                                |
| 2000                             | Cuarto lugar                     | 5                                | 2                                | 0                                | 3                                | 13                               | 14                               |
| 2004                             | Cuarto lugar                     | 5                                | 2                                | 0                                | 3                                | 21                               | 30                               |
| 2008                             | Fase de grupos                   | 3                                | 1                                | 2                                | 0                                | 12                               | 8                                |
| 2012                             | Cuarto lugar                     | 5                                | 2                                | 1                                | 2                                | 18                               | 18                               |
| 2016                             | Fase de grupos                   | 3                                | 1                                | 0                                | 2                                | 12                               | 11                               |
| 2021                             | Fase de grupos                   | 2                                | 0                                | 0                                | 2                                | 8                                | 10                               |
| 2024                             | Cuartos de final                 | 4                                | 2                                | 0                                | 2                                | 22                               | 20                               |
| Total                            | 8/8                              | 29                               | 13                               | 3                                | 13                               | 125                              | 119                              |